# James Sligo Jameson
Pour les articles homonymes, voir Jameson.
James Sligo Jameson, Esq., né le 17 août 1856 à Alloa (Écosse) et mort le 17 août 1888 près de Bangala Station (aujourd'hui Makanza, en République démocratique du Congo), est un explorateur et naturaliste britannique.

## Biographie
Fils d'un agent des terres, James Sligo Jameson est né le 17 août 1856. Sa ville natale, Alloa, en Écosse, est également celle de son arrière-grand-père, John Jameson (1740-1823), fondateur d'une célèbre distillerie de whisky dublinoise, John Jameson & Son. Son second prénom est lié à la ville irlandaise de Sligo, dont est originaire sa mère. Celle-ci meurt peu de temps après la naissance de James.
Après ses études au London International College, à Isleworth, et après avoir renoncé à une carrière militaire, James S. Jameson consacre sa vie à des voyages vers des terres lointaines, dont il rapporte des trophées de chasse ainsi que des spécimens d'espèces animales quelquefois encore inconnues de ses contemporains occidentaux. Il parcourt ainsi l'Asie du Sud-Est (1877-1878) puis l'Afrique australe (1878-1881). En 1882, il va chasser dans les Montagnes Rocheuses en compagnie de son frère. En 1884, il visite l'Espagne et l'Algérie.
En février 1885, il épouse Ethel Durand, fille de l'explorateur Henry Marion Durand.
En janvier 1887, il rejoint l'expédition de secours à Emin Pacha menée par Henry Morton Stanley. Elle a pour mission de porter assistance au gouverneur d'Équatoria, isolé depuis la prise du Soudan par les mahdistes. Pour y parvenir, Stanley et ses hommes remontent le Congo. En juin, quand Stanley décide de diviser sa troupe en deux colonnes, Jameson devient le commandant en second de l'arrière-garde, sous la direction du major Edmund Musgrave Barttelot. Mal ravitaillée et restée trop longtemps sans nouvelles de Stanley, cette colonne arrière est exposée aussi bien à la maladie qu'à la colère des Africains provoquée par les exactions de Barttelot. Ce dernier est assassiné le 19 juillet 1888 et Jameson meurt d'une fièvre hématurique un mois plus tard.
En novembre 1890, alors que Stanley commence à être vivement critiqué pour sa responsabilité dans le bilan humain désastreux de l'expédition, il tente de détourner l'hostilité de l'opinion publique vers ses anciens camarades. Le Times fait ainsi état d'un crime sordide perpétré lors du passage de Jameson à Riba Riba, le 11 mai 1888 : intrigué par des récits relatifs au cannibalisme des habitants de cette région, le commandant en second de l'arrière-garde aurait incité des esclaves Wacusu à tuer et à dévorer une jeune esclave. Il aurait profité de cette occasion pour dessiner les différentes étapes de cet acte barbare.

Gravures à propos de l'affaire de Riba Riba
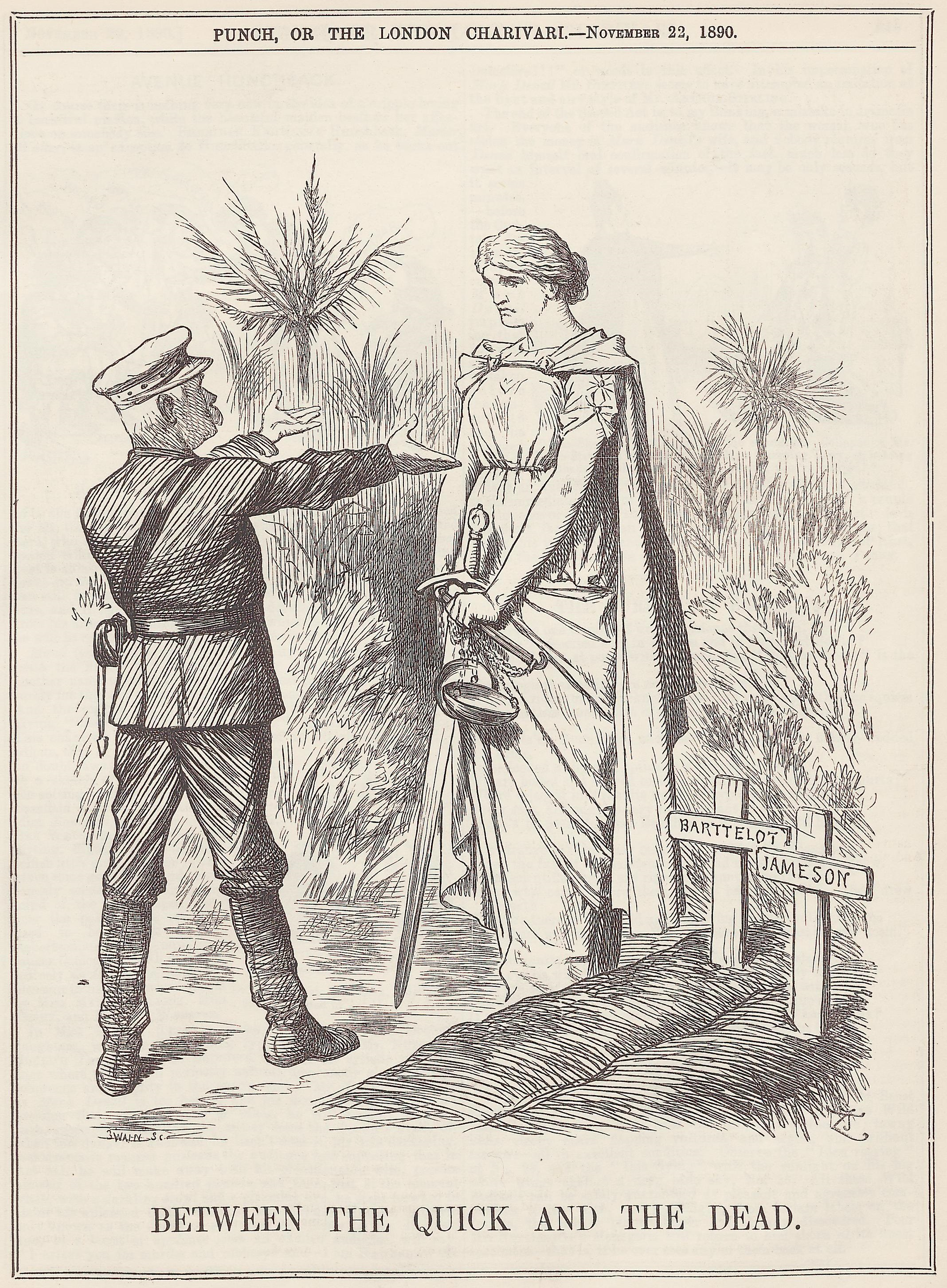
Caricature par Tenniel à propos des accusations de Stanley visant les défunts Barttelot et Jameson (Punch, 22 novembre 1890).
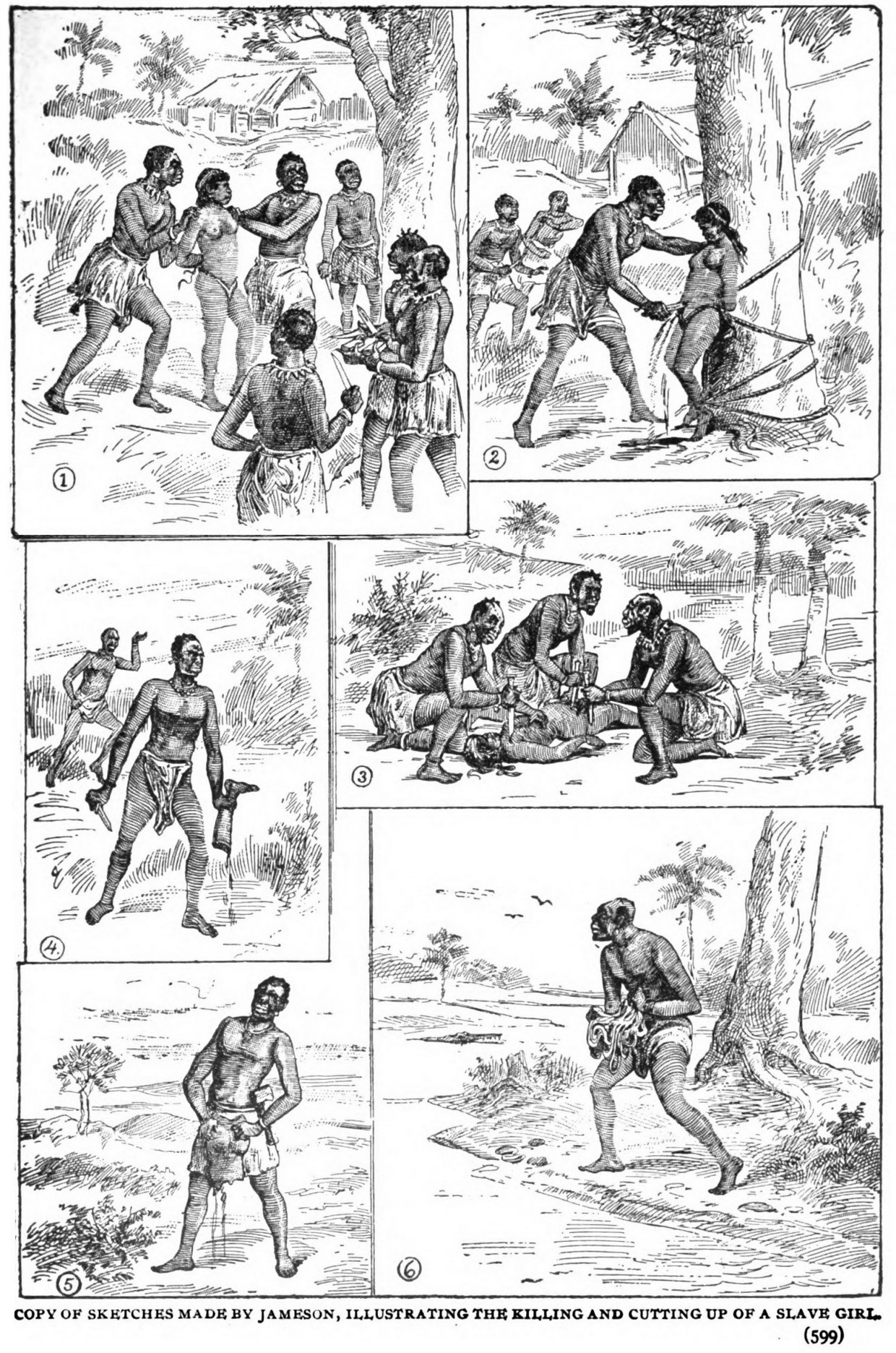
Reconstitution des croquis réalisés par Jameson, publiée par Buel vers 1890[4].
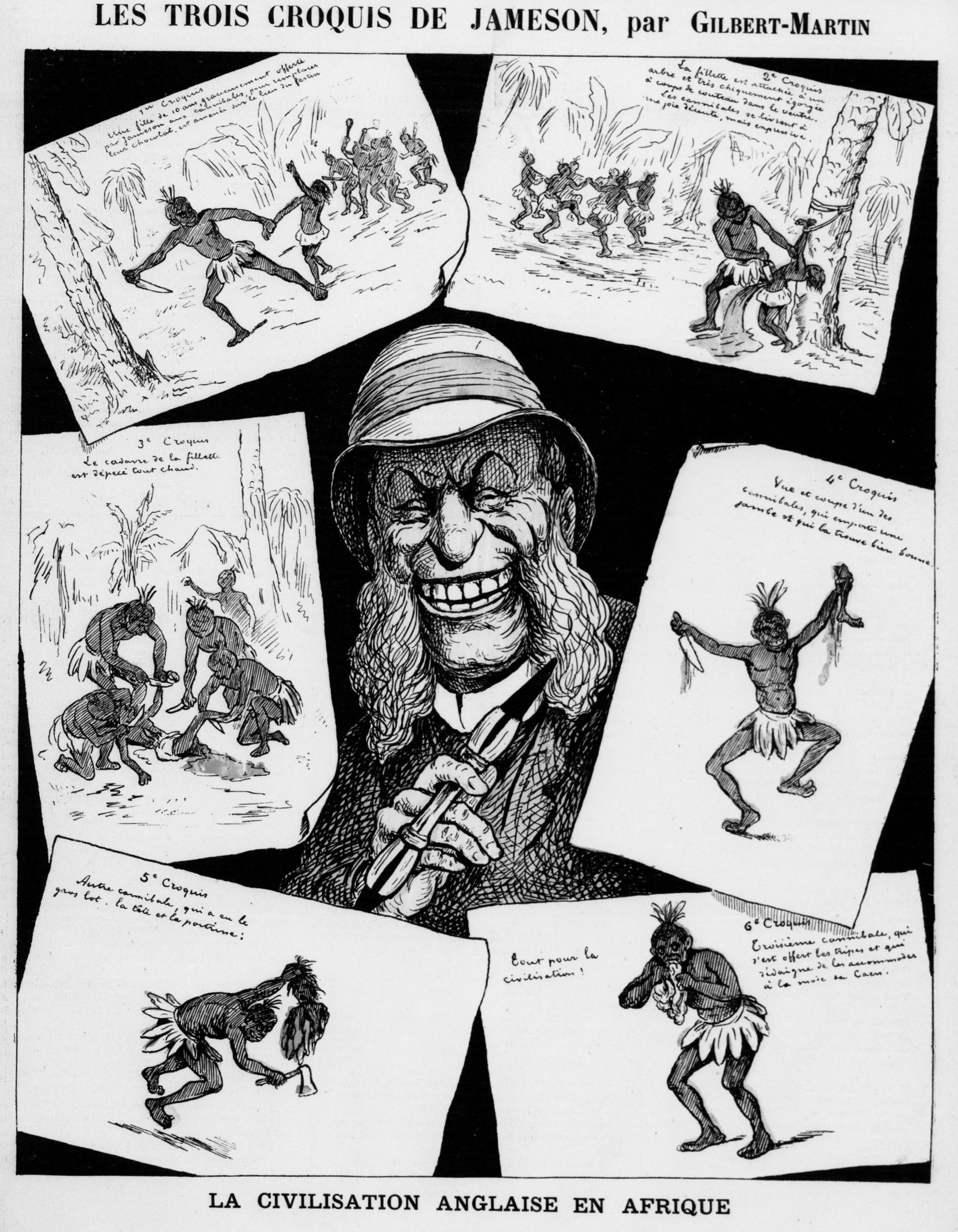
Caricature française et anglophobe par Gilbert-Martin (Le Don Quichotte, 22 novembre 1890).

La famille de Jameson tente de redorer l'image du naturaliste en publiant son journal. Il y donne sa version du crime de Riba Riba (« la vision la plus horrible et la plus écœurante que j'aie éprouvée de toute ma vie »), dans laquelle il précise qu'il ne croyait pas que Tippo Tip et ses hommes parlaient sérieusement, qu'il avait par conséquent donné des mouchoirs à ces derniers sans penser que ces articles seraient effectivement troqués pour une jeune victime, qu'il était resté incrédule jusqu'au moment où il était déjà trop tard pour intervenir, et, enfin, qu'il n'avait réalisé des croquis de cet épisode qu'après coup et non sur place.
Une reconstitution sensationnaliste et fantaisiste des croquis de Jameson, fondée sur le témoignage d'un interprète arabe nommé Assad Farran, a été publiée par l'écrivain américain James W. Buel dans les addenda d'une édition non datée (vers 1890) de son ouvrage Heroes of the Dark Continent.
Trois espèces d'oiseaux africains ont été baptisées d'après Jameson. Il s'agit du parmoptile de Jameson (Parmoptila jamesoni), de l'amarante de Jameson (Lagonosticta rhodopareia) et du pririt de Jameson (Platysteira jamesoni).